# Юнацький чемпіонат Європи з футболу (U-19) 2022
Чемпіонат Європи з футболу 2022 серед юнаків до 19 років (англ. 2022 UEFA European Under-19 Championship, словац. Majstrovstvá Európy vo futbale hráčov do 19 rokov 2022) — 19-й розіграш чемпіонату Європи з футболу серед юнаків до 19 років і 69-й, якщо враховувати всі юнацькі чемпіонати. Чемпіонат відбувся у Словаччині з 18 червня по 1 липня 2022 року. Це був перший турнір після дворічної перерви, оскільки турніри 2020 та 2021 років були скасовано через пандемію COVID-19.
Подібно до попередніх змагань, що проводилися в парні роки, турнір виступав у ролі європейської кваліфікації на молодіжний чемпіонату світу 2023 року в Аргентині, куди пройшло п'ять найкращих команд турніру.
У чемпіонаті зіграли вісім збірних, які складались з гравців, що народилися не пізніше 1 січня 2003 року. Іспанія, діючий чемпіон Європи (U-19), яка виграла останній турнір у 2019 році, не змогла захистити титул, не пройшовши кваліфікацію на змагання. В результаті перемогу в турнірі здобула збірна Англії, вдруге у своїй історії.

## Кваліфікація
Виконавчий комітет УЄФА спочатку вирішив 29 травня 2019 року випробувати новий формат кваліфікації для чемпіонату серед юнаків до 19 років у 2022 та 2023 роках. Відбірковий турнір мав пройти у чотири раунди протягом дворічного періоду з осені 2020 року до навесні 2022 року з командами, поділеними на три ліги, і підвищенням і пониженням між лігами після кожного раунду, подібно до Ліги націй УЄФА. Однак 17 червня 2020 року УЄФА оголосило, що запровадження нового формату було перенесено на турнір 2023 року через пандемію COVID-19 у Європі, а кваліфікація до турніру 2022 року відбуватиметься за попереднім форматом, що включає два раунди: кваліфікаційний та елітний.
Загалом у змаганнях взяли участь 54 (з 55) країн УЄФА, і якщо господар Словаччина автоматично пройшла кваліфікацію, інші 53 команди змагались у відбірковому змаганні. Відбірковий раунд відбувся восени 2021 року, а Елітний раунд — навесні 2022 року, за результатами якого визначились решта сім місць у фінальному турнірі. Жеребкування кваліфікаційного раунду відбулося 9 грудня 2020 року о 10:30 за центральноєвропейським часом (UTC+1) у штаб-квартирі УЄФА в Ньйоні, Швейцарія.

### Учасники
Наступні команди забезпечили собі вихід до фінальної стадії турніру.
Примітка: уся статистика виступів включає лише період чемпіонатів U-19 (з 2002 року).
| Збірна     | Шлях кваліфікації                | Участей | Остання участь | Найкращий результат         |
| ---------- | -------------------------------- | ------- | -------------- | --------------------------- |
| Словаччина | Господар                         | 2       | 2002           | 3-тє місце (2002)           |
| Ізраїль    | Елітний раунд, переможці групи 1 | 2       | 2014           | Груповий етап (2014)        |
| Франція    | Елітний раунд, переможці групи 2 | 12      | 2019           | Чемпіон (2005, 2010, 2016)  |
| Англія     | Елітний раунд, переможці групи 3 | 11      | 2018           | Чемпіон (2017)              |
| Румунія    | Елітний раунд, переможці групи 4 | 2       | 2011           | Груповий етап (2011)        |
| Італія     | Елітний раунд, переможці групи 5 | 8       | 2019           | Чемпіон (2003)              |
| Сербія     | Елітний раунд, переможці групи 6 | 8       | 2014           | Чемпіон (2013)              |
| Австрія    | Елітний раунд, переможці групи 7 | 8       | 2016           | Півфінал (2003, 2006, 2014) |

## Стадіони
| Трнава                             | Дунайська Стреда                                                | Банська Бистриця                                                |
| ---------------------------------- | --------------------------------------------------------------- | --------------------------------------------------------------- |
| Стадіон імені Антона Малатинського | Міський                                                         | Стадіон СНП                                                     |
| Місткість: 19,200                  | Місткість: 12,700                                               | Місткість: 7,900                                                |
|                                    |                                                                 |                                                                 |
| Ж'яр-над-Гроном                    | Трнава Сенець Банська Бистриця Ж'яр-над-Гроном Дунайська Стреда | Трнава Сенець Банська Бистриця Ж'яр-над-Гроном Дунайська Стреда |
| Міський стадіон                    | Трнава Сенець Банська Бистриця Ж'яр-над-Гроном Дунайська Стреда | Трнава Сенець Банська Бистриця Ж'яр-над-Гроном Дунайська Стреда |
| Місткість: 2,309                   | Трнава Сенець Банська Бистриця Ж'яр-над-Гроном Дунайська Стреда | Трнава Сенець Банська Бистриця Ж'яр-над-Гроном Дунайська Стреда |
|                                    | Трнава Сенець Банська Бистриця Ж'яр-над-Гроном Дунайська Стреда | Трнава Сенець Банська Бистриця Ж'яр-над-Гроном Дунайська Стреда |
| Сенець                             | Трнава Сенець Банська Бистриця Ж'яр-над-Гроном Дунайська Стреда | Трнава Сенець Банська Бистриця Ж'яр-над-Гроном Дунайська Стреда |
| НТЦ Сенець                         | Трнава Сенець Банська Бистриця Ж'яр-над-Гроном Дунайська Стреда | Трнава Сенець Банська Бистриця Ж'яр-над-Гроном Дунайська Стреда |
| Місткість: 3,264                   | Трнава Сенець Банська Бистриця Ж'яр-над-Гроном Дунайська Стреда | Трнава Сенець Банська Бистриця Ж'яр-над-Гроном Дунайська Стреда |

## Склади
Кожна збірна представила склад із 20 гравців, двоє з яких повинні були бути воротарями.

## Груповий етап
Остаточний розклад турніру було оголошено 28 квітня 2022 року.

### Група A
| Поз | Команда        | І | В | Н | П | ГЗ | ГП | РГ | О | Кваліфікація                                             |
| --- | -------------- | - | - | - | - | -- | -- | -- | - | -------------------------------------------------------- |
| 1   | Франція        | 3 | 3 | 0 | 0 | 11 | 2  | +9 | 9 | Плей-оф і вихід на молодіжний чемпіонату світу 2023 року |
| 2   | Італія         | 3 | 2 | 0 | 1 | 4  | 5  | −1 | 6 | Плей-оф і вихід на молодіжний чемпіонату світу 2023 року |
| 3   | Словаччина (H) | 3 | 1 | 0 | 2 | 1  | 6  | −5 | 3 | Плей-оф за вихід на молодіжний чемпіонат світу           |
| 4   | Румунія        | 3 | 0 | 0 | 3 | 2  | 5  | −3 | 0 |                                                          |

| 18 червня 2022 17:30 |

| Словаччина | 0–5      | Франція                                           |
| ---------- | -------- | ------------------------------------------------- |
|            | Протокол | - Чауна 16' - Бонні 34', 59' - Віржиньюс 57', 62' |

| Стадіон імені Антона Малатинського, Трнава Глядачів: 5,238 Арбітр: Мортен Крог (Данія) |

| 18 червня 2022 20:00 |

| Італія                     | 2–1      | Румунія       |
| -------------------------- | -------- | ------------- |
| Бальданці 47' Вольпато 68' | Протокол | Андронаке 53' |

| Міський стадіон, Дунайська Стреда Глядачів: 1,327 Арбітр: Натан Вербомен (Бельгія) |

| 21 червня 2022 17:30 |

| Словаччина | 0–1      | Італія        |
| ---------- | -------- | ------------- |
|            | Протокол | Амброзіно 33' |

| Стадіон імені Антона Малатинського, Трнава Глядачів: 8,235 Арбітр: Гога Кікачеїшвілі (Грузія) |

| 21 червня 2022 20:00 |

| Румунія    | 1–2      | Франція              |
| ---------- | -------- | -------------------- |
| Коубіш 82' | Протокол | Чауна 12' Аделін 20' |

| Міський стадіон, Дунайська Стреда Глядачів: 869 Арбітр: Меттью Де Габріеле (Мальта) |

| 24 червня 2022 17:30 |

| Румунія | 0–1      | Словаччина     |
| ------- | -------- | -------------- |
|         | Протокол | - Грігер 90+5' |

| Стадіон імені Антона Малатинського, Трнава Глядачів: 3,485 Арбітр: Манфредас Лук'янчукас (Литва) |

| 24 червня 2022 17:30 |

| Франція                                       | 4–1      | Італія         |
| --------------------------------------------- | -------- | -------------- |
| - Да Сільва 24' - Чауна 37', 69' - Арконт 79' | Протокол | - Вольпато 16' |

| Міський стадіон, Дунайська Стреда Глядачів: 2,137 Арбітр: Антоніу Нобре (Португалія) |

### Група B
| Поз | Команда | І | В | Н | П | ГЗ | ГП | РГ | О | Кваліфікація                                             |
| --- | ------- | - | - | - | - | -- | -- | -- | - | -------------------------------------------------------- |
| 1   | Англія  | 3 | 3 | 0 | 0 | 7  | 0  | +7 | 9 | Плей-оф і вихід на молодіжний чемпіонату світу 2023 року |
| 2   | Ізраїль | 3 | 1 | 1 | 1 | 6  | 5  | +1 | 4 | Плей-оф і вихід на молодіжний чемпіонату світу 2023 року |
| 3   | Австрія | 3 | 1 | 0 | 2 | 5  | 8  | −3 | 3 | Плей-оф за вихід на молодіжний чемпіонат світу           |
| 4   | Сербія  | 3 | 0 | 1 | 2 | 4  | 9  | −5 | 1 |                                                          |

| 19 червня 2022 17:30 |

| Сербія                       | 2–2      | Ізраїль                 |
| ---------------------------- | -------- | ----------------------- |
| - Лазетич 8' - Лекович 90+3' | Протокол | - Глух 16' - Салман 74' |

| Міський стадіон, Ж'яр-над-Гроном Глядачів: 945 Арбітр: Антоніу Нобре (Португалія) |

| 19 червня 2022 20:00 |

| Англія                        | 2–0      | Австрія |
| ----------------------------- | -------- | ------- |
| - Чуквуемека 43' - Девайн 65' | Протокол |         |

| Стадіон СНП, Банська Бистриця Глядачів: 1,537 Арбітр: Манфредас Лук'янчукас (Литва) |

| 22 червня 2022 17:30 |

| Ізраїль                                               | 4–2      | Австрія                |
| ----------------------------------------------------- | -------- | ---------------------- |
| - Абед 5' - Лугасі 29' - Мадмон 52' (пен.) - Глух 54' | Протокол | - Яшич 24' - Демір 76' |

| Міський стадіон, Ж'яр-над-Гроном Глядачів: 1,026 Арбітр: Натан Вербомен (Бельгія) |

| 22 червня 2022 20:00 |

| Англія                                                | 4–0      | Сербія |
| ----------------------------------------------------- | -------- | ------ |
| - Скарлетт 5', 40' - Чуквуемека 68' - Джеббісон 90+1' | Протокол |        |

| Стадіон СНП, Банська Бистриця Глядачів: 2,569 Арбітр: Мортен Крог (Данія) |

| 25 червня 2022 20:00 |

| Ізраїль | 0–1      | Англія     |
| ------- | -------- | ---------- |
|         | Протокол | - Делап 6' |

| Міський стадіон, Ж'яр-над-Гроном Глядачів: 933 Арбітр: Гога Кікачеїшвілі (Грузія) |

| 25 червня 2022 20:00 |

| Австрія                             | 3–2      | Сербія                     |
| ----------------------------------- | -------- | -------------------------- |
| - Кверфельд 25', 55' - Валльнер 66' | Протокол | - Лазетич 44' - Ратков 88' |

| Стадіон СНП, Банська Бистриця Глядачів: 1,129 Арбітр: Меттью Де Габріеле (Мальта) |

## Плей-оф
|  | Півфінали                   | Півфінали |                                 |   | Фінал | Фінал |
|  |                             |           |                                 |   |       |       |
|  | 28 червня — Міський стадіон |           |                                 |   |       |       |
|  |                             |           |                                 |   |       |       |
|  | Франція                     | 1         |                                 |   |       |       |
|  | Франція                     | 1         | 1 липня — Стадіон Малатинського |   |       |       |
|  | Ізраїль                     | 2         |                                 |   |       |       |
|  | Ізраїль                     | 2         | Ізраїль                         | 1 |       |       |
|  | 28 червня — НТЦ Сенець      |           | Ізраїль                         | 1 |       |       |
|  |                             | Англія дч | 3                               |   |       |       |
|  | Англія                      | Англія дч | 3                               | 2 |       |       |
|  | Англія                      |           |                                 | 2 |       |       |
|  | Італія                      | 1         |                                 |   |       |       |
|  | Італія                      | 1         |                                 |   |       |       |

|  | Кваліфікація на чемпіонат світу   |   |
|  |                                   |   |
|  | 28 червня – Стадіон Малатинського |   |
|  |                                   |   |
|  | Словаччина                        | 1 |
|  | Словаччина                        | 1 |
|  | Австрія                           | 0 |
|  | Австрія                           | 0 |

### Плей-оф за вихід на молодіжний чемпіонат світу
| 28 червня 2022 17:00 |

| Словаччина  | 1–0      | Австрія |
| ----------- | -------- | ------- |
| Копасек 64' | Протокол |         |

| Стадіон імені Антона Малатинського, Трнава Глядачів: 4,087 Арбітр: Натан Вербомен (Бельгія) |

### Півфінали
| 28 червня 2022 17:00 |

| Англія                   | 2–1      | Італія             |
| ------------------------ | -------- | ------------------ |
| - Скотт 58' - Кванса 82' | Протокол | Міретті 12' (пен.) |

| НТЦ Сенець, Сенець Глядачів: 897 Арбітр: Гога Кікачеїшвілі (Грузія) |

| 28 червня 2022 20:00 |

| Франція       | 1–2      | Ізраїль                              |
| ------------- | -------- | ------------------------------------ |
| Віржиньюс 62' | Протокол | - Туре 29' (аг) - Канцепольський 57' |

| Міський стадіон, Дунайська Стреда Глядачів: 1,226 Арбітр: Мортен Крог (Данія) |

### Фінал
| 1 липня 2022 20:00 |

| Ізраїль    | 1–3      | Англія                                    |
| ---------- | -------- | ----------------------------------------- |
| - Глух 40' | Протокол | - Дойл 52' - Чуквуемека 108' - Ремзі 116' |

| Стадіон імені Антона Малатинського, Трнава Арбітр: Антоніу Нобре (Португалія) |

| Чемпіон Європи 2022 |
| ------------------- |
| Англія 11-й титул   |

## Бомбардири
Протягом турніру було забито  51 голів у 16 матчах, з середнім показником 3.19 голів за матч.
4 голи
- Лум Чауна

3 голи
- Карні Чуквуемека
- Алан Віржиньюс
- Оскар Глух

2 голи
- Леопольд Кверфельд
- Дейн Скарлетт
- Анж-Йоан Бонні
- Крістіан Вольпато
- Марко Лазетич

1 гол
- Юсуф Демір
- Адіс Яшич
- Лукас Валльнер
- Ліам Делап
- Алфі Девайн
- Каллум Дойл
- Деніел Джеббісон
- Джарелл Кванса
- Аарон Ремзі
- Алекс Скотт
- Мартен Аделін
- Таїрик Арконт
- Флоран Да Сільва
- Тай Абед
- Ахмед Салман
- Ель Ям Канцепольський
- Аріель Лугасі
- Ілай Мадмон
- Джузеппе Амброзіно
- Томмазо Бальданці
- Фабіо Міретті
- Лука Андронаке
- Андрей Коубіш
- Стефан Лекович
- Петар Ратков
- Адам Грігер
- Самуел Копасек

1 автогол
- Сулейман Ісаак Туре

Джерело: UEFA

## Відбір на молодіжний чемпіонат світу 2023 року
Наступні п'ять команд кваліфікувались на молодіжний чемпіонат світу 2023 року.
| Збірна     | Дата кваліфікації | Попередні участі1                                                     |
| ---------- | ----------------- | --------------------------------------------------------------------- |
| Італія     | 21 червня 2022    | 7 (1977, 1981, 1987, 2005, 2009, 2017, 2019)                          |
| Франція    | 21 червня 2022    | 7 (1977, 1997, 2001, 2011, 2013, 2017, 2019)                          |
| Англія     | 22 червня 2022    | 11 (1981, 1985, 1991, 1993, 1997, 1999, 2003, 2009, 2011, 2013, 2017) |
| Ізраїль    | 25 червня 2022    | 0 (дебют)                                                             |
| Словаччина | 28 червня 2022    | 1 (2003)                                                              |

1 Жирним виділено чемпіонів, курсивом — господарів

## Символічна збірна
По завершенні турніру, УЄФА оголосила символічну збірну чемпіонату Європи: 
| Воротар     | Захисники                                                    | Півзахисники                                                               | Нападник             |
| ----------- | ------------------------------------------------------------ | -------------------------------------------------------------------------- | -------------------- |
| Метт'ю Кокс | - Браянн Перейра - Став Лемкін - Джарелл Кванса - Гарві Вейл | - Ілай Мадмон - Карні Чуквуемека - Лум Чауна - Оскар Глух - Алан Віржиньюс | - Джузеппе Амброзіно |